# GarageBand
GarageBand est un logiciel d'enregistrement et de création musicale développé par Apple, fonctionnant sous macOS, iOS, iPadOS. Il est lancé en 2004. Il faisait partie de la suite iLife qui était livrée en standard lors de l'achat d'un Mac neuf. Il est également possible de l'acquérir séparément depuis l'App Store.

## Descriptif logiciel
L’application est avant tout destinée à la composition musicale aisée dans un cercle familial, amateur mais aussi professionnel. Elle est livrée avec mille boucles d’échantillons (Apple Loops) pré-enregistrées, et des centaines d'instruments copiés ou synthétisés qui peuvent être joués sur un clavier MIDI branché à l’ordinateur, ou en utilisant directement le clavier d'ordinateur. Des morceaux supplémentaires peuvent être acquis de façon groupée chez Apple.
GarageBand est un des composants de la suite iLife '11, une série d’applications conçues pour faciliter l’accès à une initiation à la création numérique.
La version '08 de GarageBand permet maintenant de créer son propre groupe musical sur une scène virtuelle avec Magic GarageBand. Le tout est ensuite généré pour créer un morceau. La version GarageBand '09 permet de télécharger des cours d'instrument via une boutique en ligne.
GarageBand serait un dérivé de Logic Audio, logiciel produit aujourd'hui par Apple à la suite de son rachat de l'entreprise allemande Emagic (en) en juillet 2002.
À l'occasion de la sortie de Mavericks, GarageBand s'est vu refaire son interface, avec des nouvelles boucles et des instruments dont une grande partie est téléchargeable sur l'App Store.
Depuis la fin de l'année 2014, une nouvelle mise à jour est disponible afin d'adapter la compatibilité avec le nouveau système d'exploitation Yosemite pour les ordinateurs portables Macintosh d'Apple.

## Utilisation d'artistes célèbres
Des artistes tels que Katy Perry utilisent souvent GarageBand en tant que logiciel de production musicale.

## Production musicale
GarageBand a permis une démocratisation de la production musicale, en 2019, 15 ans après sa sortie le logiciel est utilisé par de nombreux professionnels. En 2007, Tricky Stewart et Kuk Harrell utilisent des samples contenus dans le logiciel pour créer la chanson Umbrella de Rihanna. D'autres musiciens comme George Pringle, Usher, Claire Boucher ou Steve Lacy ont travaillé avec GarageBand pour la composition de certaines de leurs compositions.

## Versions
- Version iPad (mars 2011)
- Nouvelle version Mac (octobre 2013)
- Nouvelle version Mac (20 mars 2014)